# الرمانة (مدينة)
ناحية الرمانة هي ناحية تتبع قضاء القائم، تقع على الجانب الشمالي من نهر الفرات في غرب محافظة الأنبار على الحدود العراقية السورية. عاصمتها هي مدينة رمانة. الاسم يعني الرمان باللغة العربية. ويدير الرمانة مجلس شبه محافظة منتخب وراعي.
ويبلغ عدد سكانها 8900 نسمة. كلهم من العرب المسلمين السنة، يعيشون في نظام القبائل ومن هم قبائل البو محل والسلمان والكرابلة، يكسبون لقمة العيش من خلال العمل في الزراعة وصيد الأسماك، والأعمال التجارية الصغيرة والتوظيف. هناك جسر ملموس يربط رومانا مع القائم وناحية العبيدي عبر نهر الفرات.
سقطت الرمانة تحت سيطرة داعش في 16 يونيو 2014.
استعاد الجيش العراقي الرمانة في 13 نوفمبر 2017.